# CONCAT
Die CONCAT ID (englisch concatenation ‚Aneinanderreihung‘) ist eine Kennung für eine natürliche Person zur Erfüllung der regulatorischen Meldepflichten an Finanzmärkten. Sie besteht aus der Angabe von Ländercode, Geburtsdatum, Vorname und Name.

## Verwendung
Die Kennung findet länderabhängig neben anderen Verfahren Anwendung als Identifizierungsmerkmal zur Erfüllung der regulatorischen Meldepflichten (Reporting) nach MiFID-II-Richtlinie und der begleitenden Verordnung MiFIR, die ab dem 3. Januar 2018 in Kraft traten.
Gemäß diesen Richtlinien sind zur Dokumentation eines Handelsabschlusses (Trade) unter anderem die Identifizierungsmerkmale der am Handel beteiligten Personen mitzuteilen. Um eine wirkungsvolle Datenanalyse durch die Behörden zu ermöglichen, soll die Meldung von Geschäften unter Verwendung einheitlicher Standards und Formate erfolgen.
Eine natürliche Person ist gemäß Artikel 6 der Delegierten Verordnung (EU) 2017/590 in einer Geschäftsmeldung mit der Bezeichnung anzugeben, die sich aus der Zeichenkette bestehend aus dem Alpha-2-Code nach ISO 3166-1 (Ländercode aus zwei Buchstaben) des Landes der Staatsangehörigkeit der Person, gefolgt von der in Anhang II aufgeführten nationalen Kundenkennung auf der Grundlage der Staatsangehörigkeit der Person ergibt.
Für deutsche Staatsangehörige wird als nationale Kundenkennung CONCAT verwendet, während viele andere Länder, sofern verfügbar ein anderes Merkmal verwenden, wie z. B. die Nummer des Passes und CONCAT nur vorsehen für den Fall, dass das Merkmal mit höherer Priorität nicht verfügbar ist. Nur wenige Länder sehen CONCAT für ihre Staatsangehörigen gar nicht vor.

## Berechnung
Die CONCAT-Kennung hat eine Länge von 20 Zeichen und besteht aus dem vorangestellten ISO-Ländercode (2 Zeichen) und der Kundenkennung, bestehend aus
- Geburtsdatum (Format YYYYMMDD = 8 Zeichen)
- Vorname (5 Zeichen nach Bereinigung)
- Nachname (5 Zeichen nach Bereinigung)

Die Namensbereinigung für Vorname und Nachname wird dabei folgendermaßen durchgeführt:
- Es wird der erste Vorname und der Nachname voll ausgeschrieben verwendet, also ohne Abkürzungen
- Etwaige Titel (z. B. Doktortitel) und Namensvorsätze werden entfernt
- Transliteration von Sonderzeichen:
  - A…Z und a…z bleiben davon unberührt
  - Zeichen wie Apostroph, Bindestrich, Leerzeichen werden entfernt
  - Sonderzeichen wie Umlaute und Buchstaben mit Accent etc. werden nach einer Tabelle in ein Zeichen aus dem Bereich A…Z übersetzt, z. B. Ä wird zu A, ß wird zu S,
- Kleinbuchstaben werden in Großbuchstaben umgewandelt
- Falls der bereinigte Name weniger als 5 Zeichen aufweist, wird er mit # auf 5 Zeichen aufgefüllt.

## Beispiele
| Vorname | Familienname | Geburtsdatum     | Nationalität     | CONCAT               | Bemerkung                                     |
| ------- | ------------ | ---------------- | ---------------- | -------------------- | --------------------------------------------- |
| Jane    | O’Brian      | 13. Januar 1980  | Irland (IE)      | IE19800113JANE#OBRIA | O' wird ohne Apostroph an den Namen angehängt |
| Ludwig  | Van der Rohe | 14. Februar 1981 | Ungarn (HU)      | HU19810214LUDWIROHE# | Namensvorsatz „Van der“ fällt weg             |
| Günter  | Voß          | 15. Juli 1980    | Deutschland (DE) | DE19800715GUNTEVOS## | Umlaut ü wird zu U und ß zu S                 |

Weitere Beispiele finden sich in den verlinkten Quellen.